# 人工降雨
人工降雨（じんこうこうう、英語：cloud seeding、rainmaking）とは、人工的に雨を降らせる気象制御の一つ。降った雨は人工雨（artificial rain）ともいう。雪を降らせる場合は人工降雪という。cloud seedingは「気象種まき」とも訳される。旱魃など水不足の解消、山火事消火、猛暑の抑制、あらかじめ雨を降らせてしまうことで特定の地域・日時を晴天にするといった目的で行われる。世界気象機関（WMO）による2017年の調査では、50カ国以上が挑戦している。

## 種類と概要
- 室内での作物の栽培実験や自然斜面の崩壊実験、または映画やテレビドラマで雨のシーンを撮影するなどの目的で、気象制御以外の方法で散水し、雨が降っている状態を再現する場合がある。

- 実際の気象に働きかけて、自然な降雨を促す人工降雨があり、降雨を促進する物質（シーディング物質）の散布や、降雨を促す衝撃波の照射[要出典]といった作業が必要となる。

この記事では特に注記がない限り、後者について記述する。

## 原理

### 雨の生成
雨は、熱帯地方では例外もあるが、通常は氷点下15℃以下の低温の雲の中で発生した氷晶が昇華核となって周囲の水蒸気を吸収して雪片となり、雲中を落下して成長しながら、暖候期には途中で溶けて雨粒となって降る。寒候期でも、気温が高いと溶けて雨になる。いずれにしても、雨を降らせるには雲の中に氷の粒を作る必要がある。その氷晶を作るのは空気中に浮かぶ微小な粒子で、主に海の波飛沫で吹き上げられた塩の核であり、他に陸上から生じた砂塵などの粒子もある。それらの周りに、雲の中の水蒸気が昇華と低温の影響で氷となって付き、初めに述べたように成長して雪片となるのである。

### 人工降雨の方法

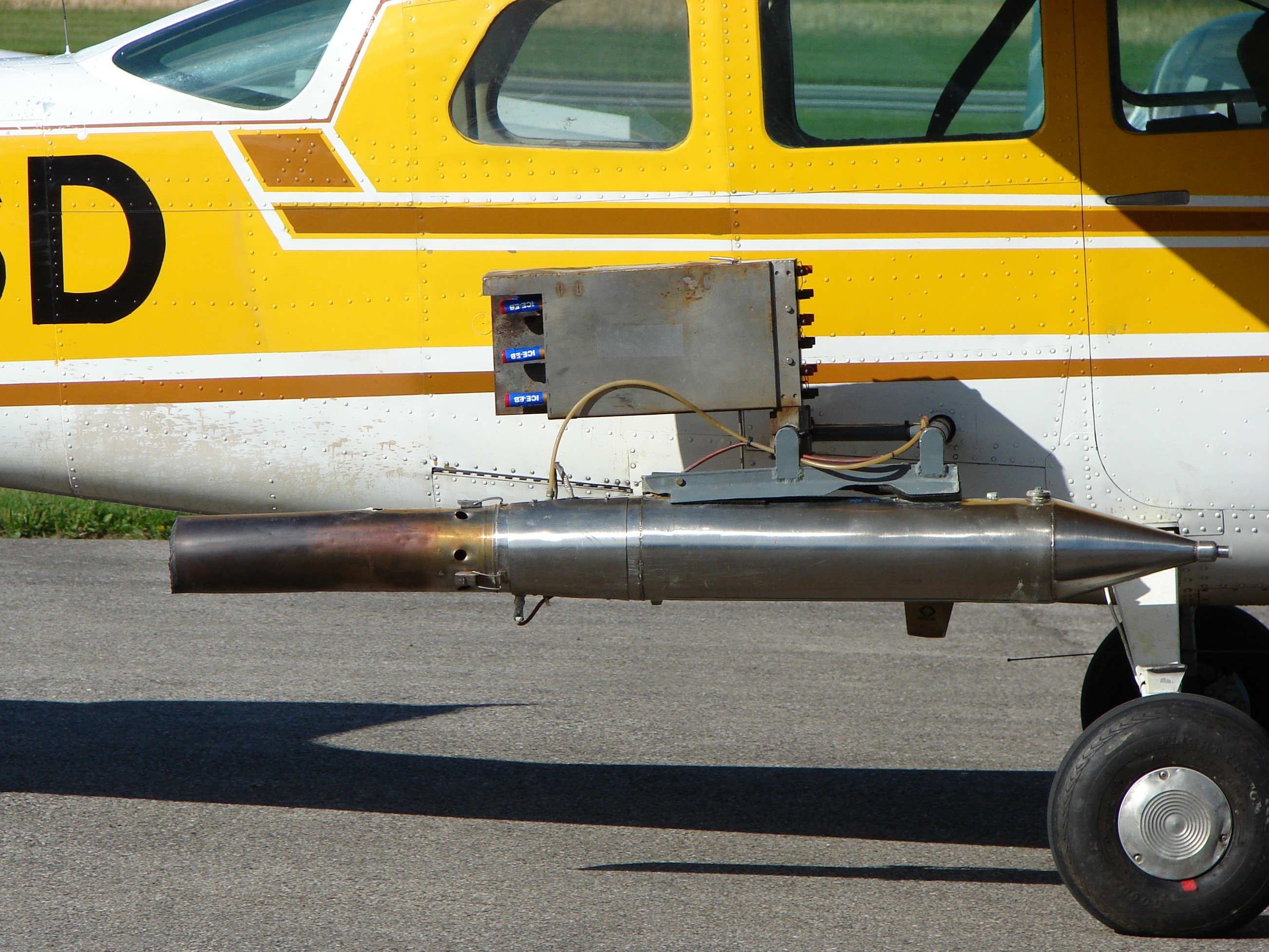
「雲の種」を撒くための飛行機

雨ができるには以上のように、核になる粒子と低温の雲が必要であるが、ある程度発達した積雲や層積雲の上部では温度は0℃以下になっているものの、氷点下15℃くらいになるまでは、過冷却と言ってまだ水滴のままであり、雪片の形成に至らず、雨は降らない。そこへ、強制的に雪片を作るような物質を散布してやれば雨を降らせる可能性ができるわけで、これが人工降雨の考えである。このような方法は、クラウドシーディング（cloud seeding、雲の種まき）、あるいは単にシーディングとも呼ばれる。
その材料として、ドライアイスやヨウ化銀が用いられる。ドライアイスを飛行機から雲に散布する事で温度を下げ、またドライアイスの粒を核として氷晶を発生・成長させる。またヨウ化銀の場合は、その結晶格子が六方晶形と言って氷や雪の結晶によく似ているため、雪片を成長させやすい性質がある。また、ドライアイスの代わりに液体二酸化炭素を用いる手法もある。
散布の方法としては、飛行機を用いる他、ロケットや対空砲による打ち上げもある。ヨウ化銀の場合は、地上に設置した発煙炉から煙状にして雲に到達させる方法もある。中華人民共和国では2021年1月、人工降雨など気象制御用のドローン「甘霖-I」を初飛行させた（「甘霖」は「恵みの雨」の意味）。

## 目的
- 水不足や旱魃などの対策が最も一般的で、世界各地で実施されている。日本でも、1964年夏に東京を中心とする関東地方で記録的な水不足が起きた際、水源地付近で実施された事が知られている。現在も多摩川水系の小河内ダムで人工降雨設備「小河内発煙所」が稼働中である[4][5]。
- その他には大きなイベント当日の好天を狙って事前に雨を降らせたり、エアコンの電力消費を抑えたり、又は黄砂による大気中の砂塵を除去したりするためというものも目的もある。

## 人工降雨の限界と問題点
人工降雨はある程度発達した雨雲がある場合に有効であり、かつ成功するもので、雲の無い所に雨雲を作って雨を降らせるのは現在の技術では不可能である。その雨量も、本来の雨量を1割程度増加させるくらいで、雲全体の水量・降水量を大きく増やせるわけではないし、降水量の制御も不可能である。
ある程度発達した雲においても、スーパーセルなど非常に強い上昇気流(積乱雲)や複雑な気流を伴う雲の場合、降水を制御するのは困難である。
また、前述のような雲や降水量が十分望める乱層雲である場合、水不足解消など降水を必要とするのであればそもそも人工降雨による力を必要としない。
さらに気流などにも左右されるため、ある程度場所を狙うことは可能だが、極めてピンポイントに降雨をさせることは不可能である。
そのため水不足解消などとは逆に近隣で晴天を狙い人工降雨を行っても、降水量が多い上に大規模な気象現象の結果であるため、降水量を制御できないので降らせきることも、やはりそれをピンポイントで狙うことも到底不可能である。
他国の人工降雨に対して、自国へ降るはずだった雨を減らすとして批判・抗議が起きることもある。中国の大規模な気象制御計画にはインドのメディアで大きな反発が報道され、イラン軍事組織幹部がイスラエルを「雨雲を盗んでいる」と2018年に非難した。
人工降雨を含む気候工学技術を国際機関などにより監督されるべきだとする「オックスフォード原則」が提唱されている。

## 歴史
古代から、水不足に人々が悩まされた場合には、雨乞いなどの祈祷を通じて雨を「人工的」に降らせたという記録が各国にあるが、当時のデータが不十分のため、実証できていない。ただし、大規模な焚き火によって煙や塵が空中に上り、それがシーディング物質のような効果を持ったのではないかと推定する説もある。
近現代において、人工降雨が科学的に研究されるようになった。具体的な手法は伝わっていないが、20世紀初頭のアメリカ合衆国の気象学者チャールズ・ハットフィールドは、職業的に人工降雨を行っていた。
1946年11月14日にゼネラル・エレクトリックの研究所に所属していたバーナード・ヴォネガットはヨウ化銀が雲の核を形成する薬品として使えることを発見。同年、同じ研究所に所属していたアーヴィング・ラングミュアによって、初の実験が行なわれた。

## 日本
第二次世界大戦直後の日本は、電力需要の大半を水力発電で賄っており、干ばつや渇水期になると発電量は低下。計画停電や突発的な停電が連日のように頻発して復興の阻害要因となっていた。このため1940年代後半から1970年代にかけて、渇水対策や水資源確保、水力発電用の水確保を目的に、各地で実験が行われた。1947年に九州電力などが実験を開始。前述した小河内発煙所の人工降雨装置は1965年に東京都が導入して1965年から2001年にかけて約800日作動させ、気象庁気象研究所と共同開発した新型に2020年から更新した。
1951年、東京電力は東京大学地球物理学教室の正野重方教授らに依頼し、ラジオゾンデを福島県上空にあげてドライアイスとヨウ化銀を霧状にして撒く実験を計画したが、10月下旬の期間の天候は良すぎて人工と言えども降雨は期待できなかったため、会津若松市市内でヨウ化銀を燃やす初歩的なものにとどまったが、新聞報道で実験の状況は報道され、全国的に注目されるものとなっていた。しかし、火力発電所や原子力発電所が新設され、発電量に占める水力発電の比率が低下するにつれて研究は下火になっていった。
カラ梅雨により西日本で水不足が起きた2005年、内閣総理大臣だった小泉純一郎は閣僚懇談会で「雨を降らせる方法はないものだろうか」と語った。国際連合などが2025年までに世界的な水不足に直面すると指摘したのを受けて、文部科学省は、平成18年度（2006年度）より「渇水対策のための人工降雨・降雪に関する総合的研究」を立ち上げている。

### 文部科学省「渇水対策のための人工降雨・降雪に関する総合的研究」
2006年から2010年にかけての文部科学省「渇水対策のための人工降雨・降雪に関する総合的研究」では、人工降雨および人工降雪の二つが研究された。責任機関は気象庁気象研究所、研究代表者は村上正隆。

#### 研究手法
文部科学省「渇水対策のための人工降雨・降雪に関する総合的研究」においては、以下のような手法を用いて研究が実施された。
- 統計解析
- 多波長ドップラー偏波レーダ、2波長ライダー、多波長マイクロ波放射計などの地上リモートセンシング
- 衛星リモートセンシング
- 研究用航空機による雲・降水の直接観測
- 航空機および地上からのシーディング技術
- 高精度・高分解能の数値気象モデル
- 積雪融雪流出モデル
- 雲生成チェンバー

などの種々の手法を用いて、これまでにない総合的人工降雨・降雪研究を実施し、あわせて渇水緩和対策としての水資源管理技術の高度化を図る。

#### 研究内容
以下、人工降雨に関する研究についての内容を記す。
平成18年～20年度（2006～2008年度）の第一期研究では、
- 最も有効なシーディング物質（粒子）の物理化学的特性の同定
- 吸湿性粒子も取り扱える高精度なシーディングモデル（ビン法NHM）の開発・改良
- 各種リモセン技術を用いた微物理構造導出アルゴリズムの開発。およびそれを用いて、有効雲の出現頻度をシーズンを通して観測。
- 航空機からのシーディング（ドライアイス・吸湿性粒子）による増雨効果の判定
- 室内実験・数値実験・野外シーディング実験・モニタリング観測の結果の総合的評価

平成21～22年度（2009～2010年度）の第II期においては、
- 最適シーディング法・効果判定法など、人工降雨技術の高度化を図る。
- 改良型総合的水資源管理システム（ビン法NHM、積雪融雪流出モデル、水管理モデルを複合）の構築。およびそれを用いて、種々のシーディング方法による人工降雨の渇水対策技術としての有効性を実証的に総合評価。
- 人工降雨による広域の環境影響評価

なお、研究の成果については、
- 「渇水発生頻度（10年に2～3回）および自然現象の変動性を考慮すると、直接観測機会の確保、人工降雨・降雪に適した雲の観測、有効雲判別法・最適シーディング法・効果判定法の確立など航空機による人工降雪技術の高度化と人工降雨の可能性評価」に3年を要し、人工降雨・降雪実験からシーズンを通した総合的なシーディング効果の実証的研究評価までにさらに2年を要する。

とされた。
早明浦ダム（高知県）周辺での実験も行われた、ほとんどの地域は少量の塩をまくだけで洪水につながるほどではないという説明に納得したが、上流部の大川村は豪雨や台風による土砂崩れなどでの被災が多かったため反対を貫き、実験地域からは除外された。

## アメリカ
アメリカ合衆国では、旱魃対策で人工降雨が実践されてきた。また雷雨時の雹を減少させたり、空港での霧を低減させたりするのにも実践されてきた。スキーリゾート地でも人工降雪が行われている。
北米州間気象調整会議（North American Interstate Weather Modification Council。NAIWMC）では、北米11の州とカナダのアルバータ州において気象制御（気象調節）プログラムが進行している。2006年にはアメリカ合衆国ワイオミング州において880万ドルの予算で人工降雨が実施された。

### 気象調整を行う民間会社
アメリカにおいては以下のような気象調整サービスを行う民間会社がある。
- Aero Systems Incorporated
- Atmospherics Incorporated ,
- North American Weather Consultants ,
- Weather Modification Incorporated ,
- Weather Enhancement Technologies International ,
- Seeding Operations and Atmospheric Research (SOAR)

## インド
インドでも、2003年から2004年にかけて、アメリカ合衆国のウェザーモディフィケーション社（Weather Modification Inc.）のとの提携によって人工降雨を行った。2008年にはアーンドラ・プラデーシュ州においても実施された。

## オーストラリア

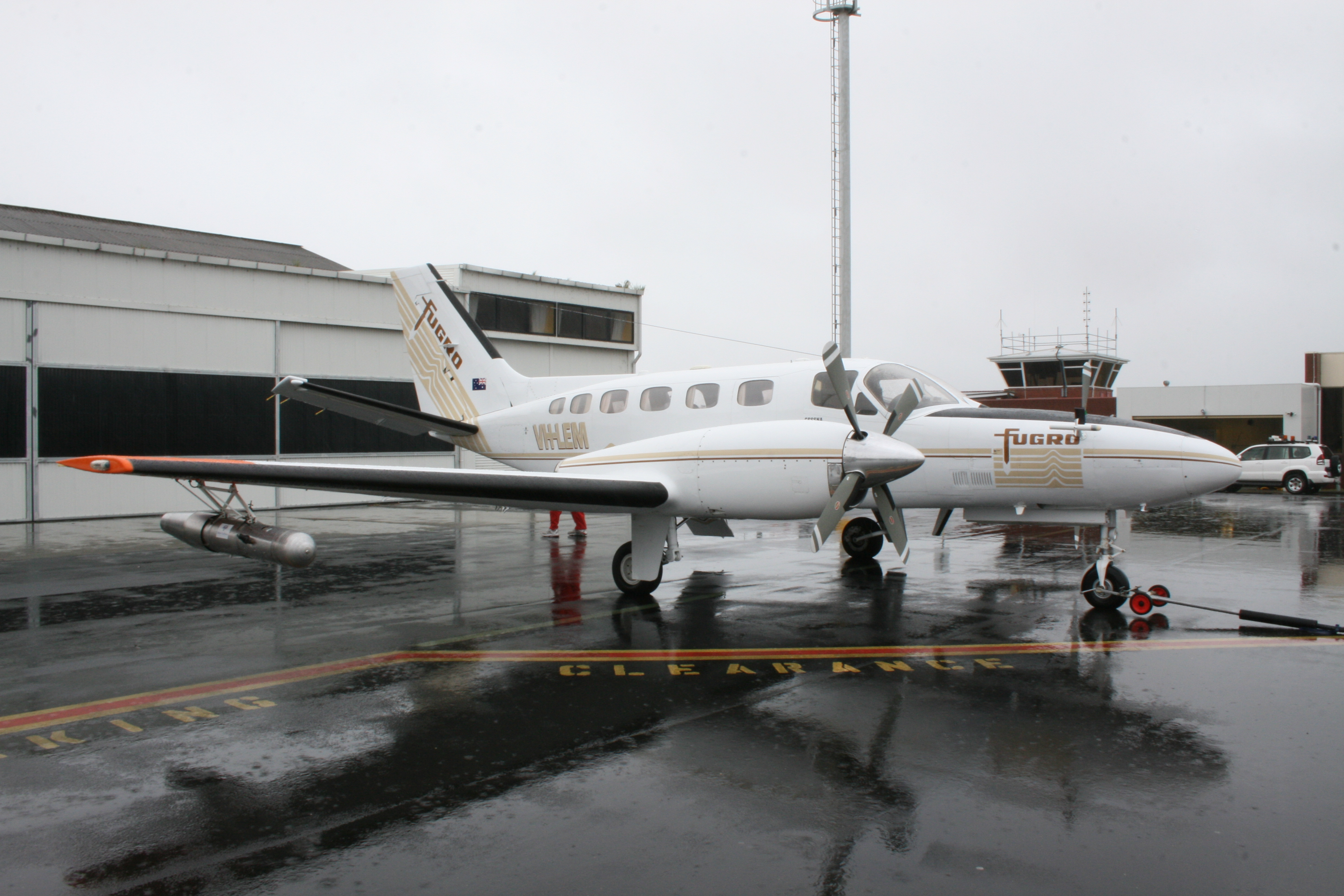
このセスナ441は、Hydro Tasmania社に代わって人工降雨を実施するために使用されている。

オーストラリアでは、1960年代に国立科学工学研究機関（The Commonwealth Scientific and Industrial Research Organisation。略称：CSIRO）によるタスマニア州のタスマニア水力発電所での実施が成功している。
2004年から2014年にかけてオーストラリア政府及び州政府とスノーウィ水力発電社 は、「タスマニア水力発電クラウドシ−ディング計画」を開始、人工降雪を実施している 。ただし、ニューサウスウェールズ州の自然資源委員会は2006年の会議において降雪の増加は認められるものの、安定した供給は難しいとコメントした。
2006年12月にはクイーンズランド州政府は、760万豪ドルをかけて「温暖雲(warm cloud)」による人工降雪計画を、気象局とアメリカ大気研究センターとの提携によって開始した。

## 韓国
大韓民国では、粒子状物質による大気汚染を軽減させるために、人工降雨により大気中の汚染物質を洗い流すことを計画。2019年1月25日、飛行機からヨウ化銀を散布して降雨を発生させようと試みたが失敗に終わった。

## タイ
タイ王国は王立人工降雨局を設置している。

## 中国
中国では進行する砂漠化に伴う水不足対策のため、気象局がヨウ化銀を搭載した小型移動式ロケットを打ち上げて、世界でも最大規模の人工降雨を行っている。2008年北京五輪の数年前より、8月8日に予定されていた開会式で人工降雨が行われるのではないかと言う報道があった。開会式の日は日本の梅雨に相当する比較的雨の多い時期にあたるため、雨雲が北京に流れてくる前に人工的に雨を降らせ、雲を消散させて開会式会場付近の晴天を確保するというもので、中国政府が計画していた。実際に、開会式当日にヨウ化銀を含んだ小型ロケット1104発が市内21カ所から発射された。効果は不明であるが、開会式は晴れだったため、雲の消散に寄与した可能性は否定できない。
さらに中国政府は2020年末に大規模な気象制御計画を発表し、人工降雨・降雪を実施できる地域を2025年までに5500平方キロメートル（国土の約6割）に広げることをめざす。

## ロシア
1986年のチェルノブイリ原子力発電所事故後、ソヴィエト空軍によってベラルーシ上空で気象種まき（人工降雨のためのシーディング物質散布)）が行われた 。
2006年7月のG8サミットにおいて、プーチン首相（当時）はフィンランドの要請に応じて、ロシア空軍による人工降雨を実施したと発言した。2008年6月17日には首都モスクワ上空で同軍によるシーディング物質としてのセメントが散布されたが、一部のセメント袋が粉状にならずに民家に落下した。2009年にはモスクワ市長ユーリ・ルシコフが「雪のない冬」を提言し、空軍によるシーディング物質散布を実施した。

## アフリカ
2006年からマリとニジェールにおいてアメリカ大気研究センターとの提携で大規模な人工降雨の実験が行われている。

## ヨーロッパ
フランスでは1950年代に人工降雨が開始された。1951年に大気災害国立対策研究所（Association Nationale d’Etude et de Lutte contre les Fléaux Atmosphériques。略称：ANELFA)が設立された。スペインでも同様の機関（Consorcio por la Lucha Antigranizo de Aragon）が設立された 。